# 早良街道
早良街道（、ローマ字表記: Sawara Kaidō）は、福岡県福岡市の道路の名称。
早良街道（さわらかいどう、さわらがいどう）及び旧早良街道（きゅうさわらかいどう）がある。

## 早良街道
早良街道（さわらかいどう、さわらがいどう）は、福岡県福岡市早良区の福岡市道路愛称。
脇山口交差点から荒江交差点までの福岡市道西新荒江線及び国道263号のうち荒江交差点から野芥交差点までの区間。延長4,500メートル。

### 接続路線
- 脇山口：福岡市道西新通線
- 脇山口：福岡市道千代今宿線（明治通り）

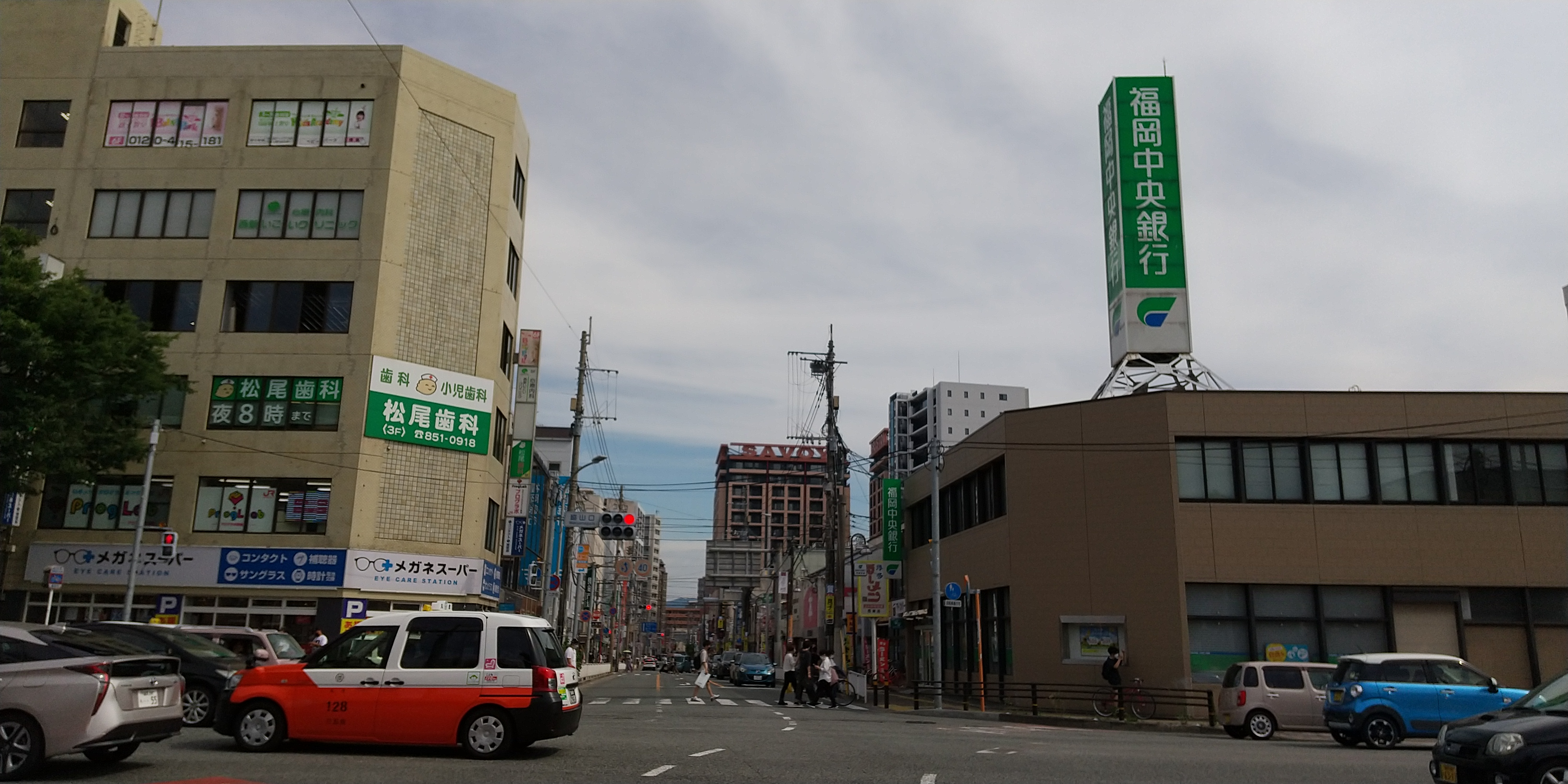
早良街道（脇山口交差点付近）

- 荒江：国道202号（福岡県道559号、別府橋通り、今宿新道）
- 干隈三差路：福岡市道清水干隈線（福大通り）
- 野芥口：国道202号福岡外環状道路
- 野芥：福岡県道49号
- 野芥：国道263号

### 周辺施設
- 福岡市地下鉄空港線 西新駅
- PRALIVA
- 西日本シティ銀行西新中央支店
- 西南学院大学
- 福岡県立修猷館高等学校
- 福岡銀行西新町支店
- 福岡中央銀行西新支店(兼室見駅前出張所)
- 福岡信用金庫西新支店(兼唐人町支店兼藤崎出張所)
- 西新商店街
- 西新テングッドシティ
- 福岡法務局西新出張所
- 福岡大学西新病院（旧・福岡市医師会成人病センター)
- 祖原公園
- 福岡県立福岡工業高等学校
- 福岡県立福岡聴覚特別支援学校
- 福岡銀行荒江支店
- 西日本シティ銀行荒江支店
- サニー荒江店
- 福岡荒江郵便局
- 城南消防署飯倉出張所
- レガネット飯倉
- 福岡飯倉郵便局
- 福岡市立飯倉小学校
- 星の原団地
- 佐賀銀行干隈支店
- 福岡城南郵便局
- 西日本シティ銀行野芥支店
- イオン野芥店
- 福岡市地下鉄七隈線 野芥駅
- マルキョウ野芥店
- 福岡銀行野芥支店

### 愛称決定理由
1979年（昭和54年）の福岡市制施行90周年記念で決定。「（旧）西区を南北に縦断し，（旧）早良郡西新町の幹線道路であったこと」が理由。

## 旧早良街道
旧早良街道（きゅうさわらかいどう）は、福岡県にあった早良郡の道路の名称。
現在の同県福岡市早良区の早良口交差点から内野交差点までの福岡県道558号（原通り、福岡市都市計画道路藤崎四箇線）、福岡県道49号のうち田交差点から貞島交差点までの区間、国道263号のうち内野交差点から三瀬峠までの区間及び福岡県道56号のうち内野大橋交差点から曲渕小入口交差点までの区間。
原には「原往還」（はらおうかん）という西鉄バス停留所が残っていることから、原では「原往還」と呼ばれていたとも考えられる。

### 接続路線
- 早良口：福岡市道千代今宿線（明治通り）
- 原：国道202号（福岡県道559号、今宿新道）
- 有田：福岡県道561号
- 次郎丸：国道202号福岡外環状道路
- 田：福岡県道49号
- 貞島：福岡県道49号
- 松風橋西詰：福岡県道562号（旧三瀬街道）
- 内野：国道263号
- 内野大橋：福岡県道56号
- 曲渕小入口：福岡県道56号
- 三瀬峠：国道263号
- 三瀬峠：国道263号三瀬有料道路

### 周辺施設
早良口交差点から次郎丸交差点までの区間については原通りを参照。
- 福岡市地下鉄七隈線 次郎丸駅
- 福岡田町郵便局
- 福岡歯科大学
- 四箇田団地
- 福岡市立金武中学校
- 福岡市消防学校
- 早良消防署西入部出張所
- 福岡市立早良小学校
- 曲渕水源地（曲淵ダム）
- 福岡市立曲渕小学校
- 野河内渓谷